# Bandidus congestus
Bandidus congestus is een insect uit de familie van de mierenleeuwen (Myrmeleontidae), die tot de orde netvleugeligen (Neuroptera) behoort. 
Bandidus congestus is voor het eerst wetenschappelijk beschreven door Gerstäcker in 1885.